# Hexatoma apoensis
Hexatoma apoensis är en tvåvingeart som beskrevs av Alexander 1961. Hexatoma apoensis ingår i släktet Hexatoma och familjen småharkrankar. Inga underarter finns listade i Catalogue of Life.